# Edward Śmigły-Rydz
Edward Śmigły-Rydz, poljski politik, državnik, maršal Poljske in vrhovni poveljnik poljskih oboroženih sil, zasebno tudi slikar in pesnik, * 11. marec 1886, Brzeżany, Avstro-Ogrska (zdaj Ukrajina), † 2. december 1941, Varšava, Poljska. 
V obdobju med obema vojnama je bil na Poljskem izjemno cenjena javna osebnost in veljal za heroja zaradi svojih zglednih dosežkov kot poveljnik vojske v poljskih legijah v prvi svetovni vojni in poljsko-sovjetski vojni, ki je sledila leta 1919. Po smrti maršala Józefa Piłsudskega leta 1935 je bil imenovan za vrhovnega komandanta in generalnega inšpektorja poljskih oboroženih sil. Na tem položaju je služil na začetku druge svetovne vojne med invazijo na Poljsko.
Ko je Poljski grozila vojna, so politična nesoglasja v državi izginila in obramba je postala nacionalna prioriteta. Posledično je Śmigły-Rydz na položaju vrhovnega komandanta armade zasenčil celo predsednika republike. Šokanten poljski poraz med nemško invazijo je otežil objektivno ocenjevanje njegove zapuščine med vojno in po njej. Njegov sloves, ki je zelo povezan s kritičnimi prvimi meseci druge svetovne vojne, zato ostaja tendenciozen in kontroverzen. 

## Zgodnje življenje
Rojen je bil v mestu Brzeżany (zdaj Berežani v zahodni Ukrajini) v avstro-ogrski Galiciji. Starša sta bila Poljaka. Oče Tomasz Rydz je bil poklicni podčastnik avstro-ogrske vojske, mati Marija Babiak pa je bila gospodinja. Odraščal je v precej skromnem okolju in pri trinajstih letih osirotel. Po smrti staršev so ga vzgajali stari starši po materiji strani in po njihovi smrti družina dr. Uranowicza, mestni zdravnik v Brzeżanih. Po odličnem uspehu na lokalni gimnaziji je Rydz odšel v Krakov, kjer je končal študij filozofije in umetnostne zgodovine na Jagelonski univerzi. Nato je študiral slikarstvo na Akademiji za likovno umetnost v Krakovu in kasneje na Dunaju in v Münchnu. V letih 1910–1911 je obiskoval akademijo rezervnih častnikov na Dunaju in se vojaško usposabljal pri slovitem avstrijskem 4. pehotnem polku, "Velikih mojstrov tevtonskega viteškega reda". Vojaško šolanje je končal z odliko in dobil ponudbo za službo v cesarski vojski, ki jo je odklonil. Leta 1912 je Rydz postal ustanovitelj poljske paravojaške skupine, Strelskega združenja (Związek Strzelecki), in zaključil študij umetnosti. Veljal je za zelo obetavnega krajinskega in portretnega slikarja in bil deležen pogostih pohval njegovi profesorjev in kritikov. 
Rydz je bil julija 1914 vpoklican v avstro-ogrsko vojsko in avgusta premeščen v Poljske legije. Med prvo svetovno vojno se je boril v znameniti poljski 1. brigadi Józefa Piłsudskega. Sodeloval je v številnih bojih proti cesarski ruski vojski na območju južne Visle in hitro napredoval. Leta 1916 je bil že redni polkovnik, vendar ni pozabil na umetnost. Približno v tistem času je svoja dela razstavljal v galeriji v Krakovu. Leta 1917 Poljske legije niso hotele priseči zvestobe avstrijskim in nemškim oblastem in so bile zato razpuščene, njihovi vojaki internirani, njihov vodja Józef Piłsudski pa zaprt v trdnjavi Magdeburg. Po izpustitvi iz zapora zaradi slabega zdravja je Piłsudski Rydza imenoval za poveljnika Poljske vojaške organizacije (POW) in mu podelil nom de guerre Śmigły, kar pomeni hiter ali spreten. Ime je kasneje uradno dodal svojemu priimku. 
Oktobra 1918 je Rydz kot vojni minister vstopil v socialistično vlado politika in diplomata Ignacyja Daszyńskega v Lublinu. Ko je bil povišan v brigadnega generala, je poudaril, naj bi bil po sprejemu službe viden kot namestnik Piłsudskega. 11. novembra 1918 je poljska vlada predala vso oblast Piłsudskemu kot začasnemu voditelju države. Piłsudski je po nekaj obotavljanja in nezadovoljstva zaradi sodelovanja s socialisti Rydz-Śmigłyja vendarle potrdil za brigadnega generala poljske vojske. 

## Vojaške zmage
Med poljsko-sovjetsko vojno 1919–21 je Rydz poveljeval poljskim vojskam v več ofenzivah proti boljševikom. Med zmagovitimi spopadi je zavzel mesti Vilno in Daugavpils. Po zmagah je bil imenovan za vrhovnega poveljnika latvijskih oboroženih sil in kmalu zavzel latvijsko pokrajino Latgale, ki jo je zasedala Rdeča armada. Kasneje je uničil 12. armado Rdeče armade in zavzel Kijev. Potem ko so boljševiki prodrli do vrat Varšave, je Rydz med bitko za Varšavo, znano kot "čudež na Visli", leta 1920 poveljeval osrednji fronti poljskih sil. V tej odločilni bitki se je osrednja fronta Śmigły-Rydza trdno upirala sovjetskemu napadu in kasneje blokirala poti za pobeg poraženi boljševiški 4. in 15. armadi in 3. konjeniškemu korpusu sovjetskega generala Hajka Bžiškjana, ki se je na koncu moral umaknil v Vzhodno Prusijo in bil tam interniran. 

## Drugi mož v državi
Ob koncu poljsko-sovjetske vojne je bil Rydz imenovan za generalnega inšpektorja poljske vojske v okrožju Vilna in kasneje v Varšavi. Novembra 1924 je neuradno vodil tako imenovano stavko generalov, v kateri je odstopilo več poljskih generalov. Med majskim državnim udarom Piłsudskega leta 1926 se je Rydz postavil na maršalovo stran in poslal vojake iz Vilne, da bi okrepili protivladne enote v Varšavi. Piłsudski te zvestobe ni nikoli pozabil in Rydza leta 1929 imenoval za svojega namestnika za vse zadeve, ki so zadevale Vzhod. Po smrti Piłsudskega 13. maja 1935  sta predsednik in vlada Poljske skladno z željami Piłsudskega imenovala Rydza za generalnega inšpektorja poljskih oboroženih sil, najvišjo poljsko vojaško funkcijo. Po smrti Piłsudskega so se njegovi privrženci (Sanacja) razdelili na tri glavne frakcije: tiste, ki so podpirali predsednika Ignacyja Mościckega kot naslednika Piłsudskega, tiste, ki so podpirali Rydza, in tiste, ki so podpirali premierja Waleryja Sławka. Mościcki je na koncu sklenil sporazum s Śmigły-Rydzom o delitvi oblasti, zaradi česar je bil Slawek do konca leta marginaliziran kot resen politični igralec. V skladu s sporazumom je Śmigły-Rydz postal de facto vodja Poljske do izbruha vojne, medtem ko je Mościcki ostal vpliven kot predsednik republike. 
Po letu 1935 je Rydz hitro napredoval v politični in vojaški hierarhiji. 15. julija 1936 mu je poljski premier uradno podelil naziv "drugi mož v državi" za predsednikom. 10. novembra je bil povišan v čin maršala Poljske. Podobo Rydza kot maziljenega naslednika Piłsudskega je populariziralo gibanje Tabor narodne enotnost (Obóz Zjednoczenia Narodowego ali Ozon), kar ga je odtujilo od številnih podpornikov Piłsudskega. Obdobje Rydzove vladavine v letih 1935–1939 je bilo pogosto označeno kot "diktatura brez diktatorja". Rydz ni imel moralne avtoritete Piłsudskega in pristaši slednjega so bili po njegovi smrti leta 1935 močno razdeljeni. Vladajoči režim je bil razdeljen med frakcijo Mościckega, znano kot "predsednikovi možje" ali "grajska skupina", sestavljeno predvsem iz civilistov, in Rydzovo skupino, znano kot "maršalovi možje", v kateri so bili večinoma stari tovariši Piłsudskega in poklicni častniki. Poleg teh dveh večjih skupin so bili tudi podporniki Sławeka in drugih nezadovoljnih skupin, ki so bile po sporazumu Rydz-Mościcki marginalizirane. 
Režim je postajal vse bolj avtoritaren, kar se je pokazalo z ustanovitvijo gibanja Ozon. Ozon ni nikoli dosegel svojega cilja, da bi razvil množično privlačnost in spremenil Rydza v "drugega velikega voditelja Poljske" za samim Piłsudskim. Več najvidnejših poljskih politikov, vključno z Mościckim in zunanjim ministrom Józefom Beckom, se je od tega gibanja močno distanciralo. 

## Leto 1939
Marca 1939 je Hitler Češkoslovaško razdelil na okupirani Protektorat Češke in Moravske ter satelitsko državo Slovaško, kar je Poljsko, razen na vzhodu, obdalo z železnim obročem. Rydz je bil edini član vlade, ki je videl bližajočo se nevarnost vojne z Nemčijo, vendar je imel premalo časa za izdelavo novega operativnega načrta vojske na zahodu. Med pogajanji v Moskvi avgusta 1939 je Rydz zavrnil vse poskuse zahodnih sil, da bi pridobile poljsko dovoljenje za pohod Rdeče armade proti zahodu, in izjavil, da "ni nobenega zagotovila, da bodo Sovjeti dejavno sodelovali v vojni; poleg tega, ko bodo vstopili na ozemlje Poljske, ga ne bodo nikoli zapustili". 
1. septembra 1939 so Nemci napadli Poljsko in Śmigły-Rydz je bil imenovan za vrhovnega poveljnika vseh poljskih oboroženih sil. 7. septembra je po napadu na Varšavo skupaj z večino vlade zapustil mesto. Kmalu zatem je koordinacija v poljski vojski začela trpeti zaradi težav s komunikacijsko opremo, kar je zmanjšalo Rydzovo zmožnost učinkovitega poveljevanja svojim silam. V Brestu je 11. septembra ukazal za vsako ceno braniti poljsko prestolnico. Po njegovem načrtu naj bi Varšava in bližnja trdnjava Modlin postali dve reduti-citadeli v osrednji Poljski, ki bi se borili dovolj dolgo, da bi glavnina poljskih sil obranila romunsko mostišče in dočakala protinapad, ki so ga obljubili poljski zavezniki Francozi in Britanci. Śmigły-Rydz ni vedel, da zahodni zavezniki sploh niso imeli takšnega načrta in so pričakovali padec Poljske. Njegovo strategijo je še bolj ohromil vdor sovjetskih sil v vzhodno Poljsko 17. septembra 1939. Obramba proti dvema nasprotnikoma ni bila mogoča, zato je Śmigły-Rydz ukazal svojim silam, naj se začnejo umikati proti Romuniji in naj ne zapravljajo mož za boj proti sovjetskim agresorjem. 
Śmigły-Rydz je 18. septembra 1939, potem ko se je izognil ujetju s strani sovjetskih in nato nemških enot, pobegnil v Romunijo in bil interniran. Umik poljske vlade v Romunijo je preprečil, da bi se Poljska morala uradno predati, in omogočil poljskim vojakom, da nadaljujejo boj proti nacistični Nemčiji. Rydzov beg je sprožil nekaj polemik zaradi njegovega položaja vrhovnega poveljnika poljskih oboroženih sil. Veliko poljskih vojakov in letalcev je uspelo pobegniti v južno Evropo prek Madžarske in Romunije ter se pozneje ponovno združiti v Franciji. Po francoski kapitulaciji so se poljski vojaki znova zbrali v Veliki Britaniji. 

## Zadnja leta in smrt
John Gunther je  Śmigły-Rydzovi in Beckovi internaciji v Romuniji zapisal, da bi "morala biti internirana že prej kje drugje". Śmigły-Rydz je kot vrhovni poveljnik poljskih oboroženih sil prevzel popolno odgovornost za vojaški poraz Poljske septembra 1939. Rydz, ki se je v prejšnjih vojnah izkazal za izjemno sposobnega poveljnika na manjših frontah, za veliki konflikt ni bil dovolj izkušen strateg. Piłsudski je leta 1922 v oceni poljskih generalov o njem zapisal: "Pri operativnem delu kaže zdrav razum in veliko trmaste energije. Vsakemu bi ga lahko priporočil kot poveljnika vojske, vendar nisem prepričan, ali ima dovolj sposobnosti, da bi deloval kot vrhovni poveljnik v vojni med dvema državama".
Med internacijo v Romuniji je Śmigły-Rydz dal pobudo za ustanovitev poljske podtalne vojske, sestavljene iz častnikov, zvestih spominu na Piłsudskega. Še vedno v Romuniji je bil 27. oktobra razrešen s položaja vrhovnega poveljnika in generalnega inšpektorja oboroženih sil. To vlogo je prevzel Władysław Sikorski, ki je služil v novi poljski vladi v izgnanstvu v Franciji in po letu 1940 v Združenem kraljestvu. 
Jeseni 1939 je poljski novinar Melchior Wańkowicz srečal Becka, prav tako v internaciji, in se uspel z njim nekaj ur pogovarjati. Wańkowicz je o tem srečanju zapisal: 
"Do Rydza je bilo popolnoma nemogoče priti, saj je bil zaprt v divjih gorah v poletni vili patriarha Mirona, ki ga je skrbno varovala posebna enota romunske policije. Tja mi je uspelo priti po podkupovanju romunskega častnika s pomočjo Rydzovega zdravnika dr. Cianciare ... Maršal je govoril z očarljivim nasmehom, vendar v tem nasmehu ni bilo iskric. Maršal je izjavil, da je bilo ob smrti Piłsudskega stanje v vojski katastrofalno:
Stroški gradnje skromnih utrdb ob naši zahodni meji so bili enaki 18-mesečnemu proračunu Poljske, hkrati pa smo gradili utrdbe na vzhodu. Skromen oborožitveni načrt je znašal do 5 milijard zlotov. Kaj sem lahko storil? Nisem ekonomist, minister Eugeniusz Kwiatkowski pa mi je rekel, da imamo samo 180 milijonov (...) Spomladi 1939 smo začeli z delno mobilizacijo. Narod je to sovražil in več kot 1000 Šlezijcev je dezertiralo v Nemčijo. Poljske nismo mogli tako dolgo obdržati mobilizirane, tega si nismo mogli privoščiti (...) Pravijo, da sem strahopetec, vendar sem imel samo tri možnosti: predati se, ubiti se ali biti ujet. Ker sem imel za sabo samo polovico razpoložljivih vojakov, je temu sledil neuspeh."
Rydza so iz internacijskega taborišča premestili v vilo nekdanjega romunskega premierja v Dragoslavelu, od koder je 10. decembra 1940 pobegnil in ilegalno prešel na Madžarsko. Njegov beg na Madžarsko in govorice o načrtovani vrnitvi na Poljsko so povzročili precejšnje nezadovoljstvo njegovega tekmeca Sikorskega, zdaj premierja v izgnanstvu. Sikorski je bil v opoziciji z Rydzom in Piłsudskim od majskega državnega udara leta 1926. Sikorski je v telegramu generalu Stefanu Grot-Roweckemu, vodji podtalnega odpora Armije Krajowe (AK) na Poljskem, izjavil: "Poljska vlada bo bivanje maršala na Poljskem obravnavala kot sabotažo. Maršal se mora čim prej preseliti v kakšno državo britanskega imperija." Śmigły-Rydz je 25. oktobra 1941 zapustil Madžarsko in preko Slovaške odpotoval na Poljsko. 30. oktobra se je v strogi tajnosti vrnil v Varšavo, da bi sodeloval v odporniškem gibanju kot navaden podtalni vojak in tako prostovoljno suspendiral svoj čin maršala Poljske. Uspelo mu je stopiti v stik z Grot-Roweckim, a je njun stik ostal v tajnosti, potem pa je 2. decembra 1941 nenadoma umrl zaradi srčnega popuščanja v starosti 55 let. Umrl je samo pet tednov po prihodu v Varšavo. Pokopan je bil v Varšavi pod svojim bojnim imenom Adam Zawisza. Njegov nagrobnik na pokopališču Powązki je do leta 1991 nosil to prevzeto ime. Varšavjani so leta 1994 nad njegov grob postavili nov nagrobnik z maršalovim polnim imenom. 

## Družina
Edward Śmigły-Rydz je bil poročen z Marto Zalesko, s katero nista imela otrok.

## Zapuščina
Sloves Edwarda Śmigły-Rydza po drugi svetovni vojni je bil na splošno negativen. V Sovjetski zvezi, Ljudski republiki Poljski in drugih državah vzhodnega bloka so ga obsojali zaradi sodelovanja v poljsko-sovjetski vojni leta 1920, političnega zatiranja levičarskih elementov pod njegovo vojaško vlado v poznih V 30. letih 20. stoletja in njegove ključne vloge pri poljskem porazu leta 1939. Na Zahodu je v političnih krogih, nasprotnih Piłsudskemu z Władysławom Sikorskim kot njihovim najpomembnejšim predstavnikom veljalo, da je leta 1939 pobegnil z bojišča. Dejansko nemogočih pogojev med nemško invazijo, ki so povzročili poraz Poljske, ni nihče hotel priznati. 
Leta 2016 so med arhivi Muzeja Sikorski v Londonu odkrili veliko in oljno sliko Śmigły-Rydza, ki jo je neznano kdo prepognil na štiri dele in v aktovki pretihotapil iz okupirane Poljske v Veliko Britanijo. Restavriranje slike je financiral Filip Bujak, član Društva za poljsko dediščino. Restavrirana slika je bila vrnjena Muzeju Sikorski, kjer je trenutno razstavljena. 

## Nagrade in častni nazivi

### Poljska odlikovanja
Na Poljskem je prejel naslednja visoka odlikovanja: Red belega orla, Poveljniški in Viteški križ reda Virtuti Militari, Veliki križ, Veliki častniški in Častniški križ reda Polonia Restituta, štirikrat Križ za hrabrost, Zlati križ za zasluge in Križ neodvisnosti z meči. 

### Tuja odlikovanja
Veliki križ Reda zvezde Romunije, Veliki križ Reda italijanske krone, Veliki križ, Veliki častniški in Poveljniški znak francoskega Reda legije časti, Veliki častnik finskega Reda bele vrtnice, Veliki križ Reda belega orla in Reda svetega Save iz Jugoslavije, Veliki križ madžarskega Reda za zasluge, Veliki križ japonskega Reda vzhajajočega sonca, vitez Reda ubijalca medvedov iz Latvije, medaljo Pulaski (ZDA)  in italijanski Križec za vojaške zasluge. 

### Častni nazivi
Rydz je bil častni doktor univerz v Varšavi in (takrat poljski) Vilni ter Varšavske tehnološke univerze. Bil je tudi častni član več poljskih mest. 

### Pokloni
Po njem se imenuje velik, z drevesi poraščen Park maršala Edwarda Śmigły-Rydza v Varšavi, urejen po drugi svetovni vojni na vzhodni strani stavbe poljskega parlamenta.

## Dela
O vojaški taktiki in teoriji
- Walka na bagnety (Borba z bajoneti), Lvov, 1914
- W sprawie polskiej doktryny (Poljska vojaška doktrina), Varšava, 1924
- Kawaleria w osłonie (Konjkenica v zaščiti vojakov), Varšava, 1925;
- Byście o sile nie zapomnieli -Rozkazy, Artykuły, Mowy (Ne pozabite na moč – ukazi, članki in govori), Varšava, 1936
- Wojna polsko-niemiecka (Poljsko-nemška vojna), Budimpešta, 1941

Poezija
- Dążąc do końca swoich dróg (Proti koncu moje poti), Pariz, 1947; London, 1989

Slike in grafike
- ilustracije v Piłsudskijevi knjigi 22. januar 1863, Lvov, 1920
- prispevki k umetniškim razstavam v Krakovu (1916) in Varšavi (1917); večina njegovih slik se je izgubila